# Pameridea
Pameridea is een geslacht van wantsen uit de familie van de Miridae (Blindwantsen). Het geslacht werd voor het eerst wetenschappelijk beschreven door Odo Reuter in 1905.

## Soorten
Het genus bevat de volgende soorten:

- Pameridea marlothi Poppius, 1911
- Pameridea roridulae Reuter, 1907